# Болезнь Минамата
Болезнь Минамата (яп. 水俣病 минамата-бё:) — синдром, вызываемый отравлением органическими соединениями ртути, преимущественно метилртутью. Была впервые обнаружена в Японии, в префектуре Кумамото в городе Минамата в 1956 году. Симптомы включают нарушение моторики, парестезию в конечностях, ухудшение внятности речи, ослабление зрения и слуха, а в тяжёлых случаях — паралич и нарушение сознания, завершающиеся летальным исходом.
Причиной возникновения болезни послужил продолжительный сброс компанией «Тиссо» в воду залива Минамата неорганической ртути, которую донные микроорганизмы в своём метаболизме преобразовывали в метилртуть — один из самых сильных нейротоксинов, многократно более токсичный, чем неорганические соединения ртути. Это соединение обладает склонностью к накапливанию в организме, в результате чего концентрация этого вещества в тканях организма возрастает с повышением его положения в пищевой цепочке. Так, в рыбе в заливе Минамата содержание метилртути составляло от 8 до 36 мг/кг, в устрицах — до 85 мг/кг, в то время как в воде её содержалось не более 0,68 мг/л.

## Симптомы
Метилртуть за счёт своей липофильности поражает главным образом центральную нервную систему. Симптомы включают онемение и слабость в ногах и руках, усталость, звон в ушах, сужение поля зрения, потерю слуха, нечленораздельную речь и неуклюжие движения. Некоторые из тяжёлых жертв болезни Минамата сходили с ума, теряли сознание и умирали в течение месяца после начала болезни.
Имеются также жертвы с хроническими симптомами болезни Минамата, такими как головные боли, частая усталость, потеря обоняния и вкуса, а также забывчивость, которые малозаметны, но чрезвычайно затрудняют повседневную жизнь. Кроме того, имеются пациенты с врождённой болезнью Минамата, которые родились с патологией в результате воздействия метилртути, когда они ещё находились в утробе своих матерей, употреблявших в пищу заражённую рыбу. От болезни Минамата ещё не придумали средства, поэтому лечение заключается в попытках ослабить симптомы и в применении физической реабилитационной терапии. В дополнение к физическому вреду, причиняемому здоровью, также имеется социальный вред, который заключается в дискриминации жертв болезни Минамата.

## История
Первый химический завод компании «Тиссо» был построен в городе Минамата в 1908 году и специализировался на производстве удобрений. Постепенно производство расширялось и налаживались новые производства, в том числе ацетилена, уксусного альдегида, уксусной кислоты и хлорэтена. Отходы производства сбрасывались в залив Минамата (часть залива Яцусиро). Отрицательные экологические последствия наблюдались уже тогда, в 1920—40-е годы, и проявлялись в снижении рыбных запасов. Местные рыбаки неоднократно подавали жалобы на компанию и в 1926 и 1943 годах получали компенсацию.
В производстве уксусного альдегида в качестве катализатора использовался сульфат ртути. В результате побочных реакций из него образовывалось небольшое количество метилртути, которая выбрасывалась в воду залива Минамата более 30 лет с момента начала этого производства.

### Обнаружение
В апреле 1956 года врачи местной больницы столкнулись со странным заболеванием, проявившимся у девочки Кумико Мацунага 1950 г. р. Симптомы — затруднённые движения, вялая речь, припадки — позволяли говорить о неизвестном нервном заболевании. Двумя днями позже её сестра тоже попала в больницу с аналогичными симптомами. Опросы выявили ещё несколько подобных случаев в городе. 1 мая главный врач заявил об обнаружении нового нервного заболевания. С этого момента власти принялись за изучение этой эпидемии. Был образован специальный «Комитет по борьбе со странной болезнью» (яп. 奇病対策委員会 Кибё: тайсаку иинкай), в который вошли медики и представители местной администрации. Поначалу предполагалось, что заболевание является инфекционным. Постепенно стали обнаруживаться примеры странного поведения животных. Коты вели себя странно, дёргались в конвульсиях, часто умирали, что было названо  (яп. 猫踊り病 нэко одори ямай, «болезнь кошачьего танца»). Нередко с неба падали вороны, пропали водоросли, можно было часто видеть плавающую кверху брюхом рыбу.
24 апреля была сформирована комиссия с участием специалистов из университета Кумамото.
Постепенно начали обнаруживаться новые особенности. Болезнь начиналась внезапно, пострадавшие лишь жаловались на снижение чувствительности в конечностях, ослабление зрения и слуха. У пациентов наблюдались нарушения координации, в результате пациенты с трудом могли брать маленькие предметы или застёгивать пуговицы, начинали спотыкаться при ходьбе, у них менялся тон голоса. После этого начинались припадки, потеря сознания. Смертность достигала 35 % — из 40 пациентов, обнаруженных к декабрю 1956 года, 14 умерли.

### Установление причины
Проанализировав информацию о пострадавших, учёные из университета Кумамото обнаружили, что они происходили из рыбацких деревень на побережье залива Минамата. Их основная пища состояла из морепродуктов, выловленных в этом заливе. Кроме того, обнаружилось, что у котов в этих деревнях наблюдались похожие симптомы. Это навело учёных на мысль об отравлении морепродуктов тяжёлыми металлами. Данное предположение было высказано 4 ноября 1956 года.
После установления причины исследователи сразу обратили внимание на завод компании «Тиссо». Химический анализ, проведённый самой компанией, выявил высокое содержание в сточных водах свинца, ртути, марганца, мышьяка, селена и таллия. Определить, какой именно металл стал причиной отравлений, удалось не сразу. Большую помощь оказал британский невролог Дуглас Мак-Олпайн. Именно он указал на сходство симптомов болезни Минамата и отравления органическими соединениями ртути.

## Память
- В 1971 году на экраны вышел японский документальный фильм «Minamata: Kanja-san to sono sekai» (Минамата: Жертвы и их мир[англ.]) режиссёра Норияки Цутимото[англ.]
- В 1996 году в городе Мейсеи, расположенном возле залива, был сооружён музей болезни Минамата. В 2006 году на территории музея был построен мемориал в память о жертвах отравления ртутью в результате загрязнения залива Минамата.
- В 2020 году на экраны вышел английский художественный фильм «Минамата» режиссёра Эндрю Левитаса с Джонни Деппом в главной роли, по заявлениям авторов основанный на реальных событиях.